# Ismael Gómez Falcón
Ismael Gómez Falcón, més conegut com a Ismael Falcón (nascut a Cadis el 24 d'abril de 1984) és un futbolista andalús, que ocupa la posició de porter i que actualment juga a l'Atlético Sanluqueño.

## Trajectòria esportiva
Format al planter del Cadis CF, el 2003 fitxa per l'Atlètic de Madrid, per incorporar-s'hi al seu filial. A la campanya 05/06 puja al primer equip. És suplent de Leo Franco, però juga cinc partits a la màxima categoria. El 2007 és cedit a l'Hèrcules CF.
L'estiu del 2008 fitxa pel Celta de Vigo, que milita a la Segona Divisió. La temporada 08/09 hi juga 13 partits amb el quadre gallec.